# Gretna, Virginia
Gretna är en ort i Pittsylvania County i delstaten Virginia, USA.